# Lonkly
Lonkly  ist ein Ort und ein Arrondissement im Département Atakora in Benin. Es ist eine Verwaltungseinheit, die der Gerichtsbarkeit der Kommune Aplahoué untersteht. Gemäß der Volkszählung von 2013 hatte Lonkly 14.344 Einwohner, davon waren 6507 männlich und 7837 weiblich.
Der Ort liegt nördlich von Aplahoué und Dekpo. Im Westen liegt die Grenze zum Nachbarland Togo.